# Teneligliptin
Teneligliptin (INN; tên thương mại Tenelia) là một loại dược phẩm để điều trị đái tháo đường týp 2. Nó thuộc nhóm thuốc chống tiểu đường được gọi là chất ức chế dipeptidyl peptidase-4 hoặc "gliptin".

## Sáng tạo
Nó được tạo ra bởi Mitsubishi Tanabe Pharma và ra mắt vào tháng 9 năm 2012 bởi cả Mitsubishi Tanabe Pharma và Daiichi Sankyo tại Nhật Bản.

## Cấp phép và sử dụng

### Nhật Bản/Hàn Quốc/Ấn Độ/Argentina
Nó được phê duyệt để sử dụng tại Nhật Bản, Argentina, Hàn Quốc và Ấn Độ.

## Dược lý
Teneligliptin có cấu trúc miền khóa hình chữ J hoặc neo duy nhất do nó có tác dụng ức chế enzyme DPP 4 mạnh mẽ.
Teneligliptin kiểm soát đáng kể các thông số đường huyết với sự an toàn. Không cần điều chỉnh liều ở bệnh nhân suy thận.